# Meroplius hastiferoides
Meroplius hastiferoides är en tvåvingeart som beskrevs av Ozerov 1999. Meroplius hastiferoides ingår i släktet Meroplius och familjen svängflugor.
Artens utbredningsområde är Uganda. Inga underarter finns listade i Catalogue of Life.